# آکا دوم کوماژن
آکا دوم کوماژن (ارمنی: Ակա Բ؛ یونانی: Άκα؛) نجیب‌زاده ارمنی‌-یونانی‌-پارسی‌تبار، از دودمان کوماژن بود که در نیمه دوم سده اول پیش از میلاد و نیمه اول سده اول میلادی می‌زیست. وی یکی از دختران مهرداد سوم بود که از ۲۰ نا ۱۲ پیش از میلاد حکمرانی می‌نمود.
نام او از روی یک شعر کامل نشده که اشاره می کند آکا دوم همسر تراسیلوس و از خانواده اشرافی است.